# Foucha v. Louisiana
Foucha v. Louisiana est un arrêt de principe de la Cour suprême des États-Unis en droit psychiatrique. Dans cette affaire, la Cour suprême a jugé qu'une personne qui a été acquittée seulement pour cause d'aliénation mentale, et qui n'a plus de maladie mentale, ne peut pas être gardée en établissement de santé sans son consentement.